# 刘润璞
刘润璞（1951年5月—2021年1月21日），男，河北乐亭人，生于吉林长春，中华人民共和国政治人物，曾任白城市人民政府市长，中共白城市委书记，吉林省人民政府秘书长、办公厅主任，吉林省人大常委会副主任，第九届全国人大代表。